# Eugenio Ximénez de Cisneros

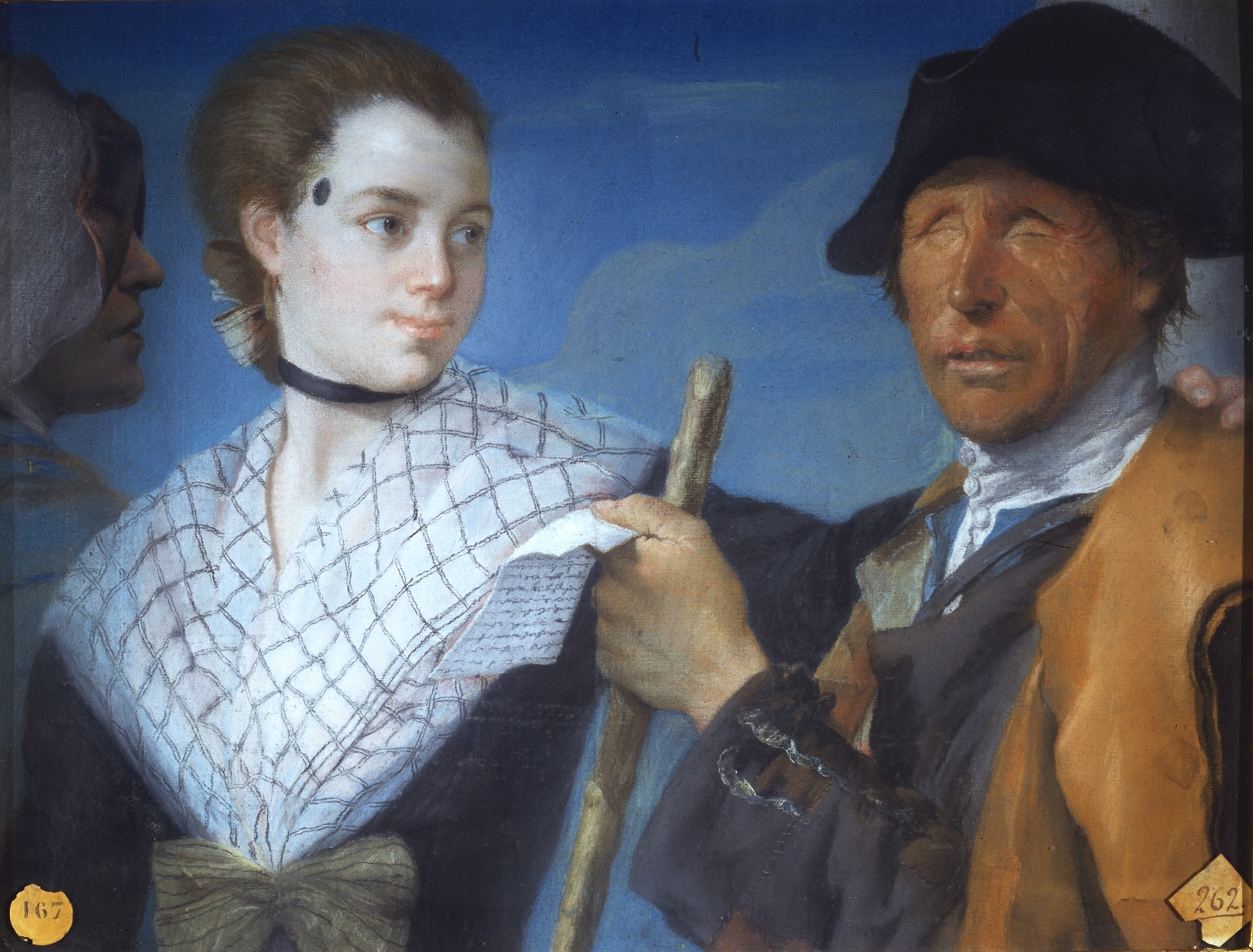
Ciego de romances y unas mujeres, pastel, 49 x 62 cm. Firmado al dorso: «D. eug.º Ximenez de Zisneros / Acadº. Supernumerario / año 1781». Madrid, Real Academia de Bellas Artes de San Fernando.

Eugenio Ximénez de Cisneros (Albacete 1743-Madrid 1828) fue un pintor español.

## Biografía
Pintor al que Ossorio y Bernard hace natural de la localidad madrileña de Valdaracete, se desempeñó como miniaturista de cámara. Fue discípulo de la Real Academia de Bellas Artes de San Fernando, en la que se conservan algunos de sus estudios anatómicos a partir de cuadros de Correggio hechos al carboncillo. Bajo la dirección de Juan Bernabé Palomino siguió estudios de grabado que hizo compatibles con los de pintura, en los que tuvo como maestro a Anton Raphael Mengs.
Pintor de la Real Fábrica de Porcelana del Buen Retiro desde 1760, en 1775 fue nombrado por el futuro Carlos IV su pintor de cámara, cargo en el que realizó una serie de miniaturas para el gabinete de la Casita del Príncipe de El Escorial, donde Ossorio y Bernard citaba de su mano tres obritas: Un niño Dios, La virgen de la silla (copia de Rafael) y otra copia de Guido Reni, conservadas hacia 1868. En la Academia de San Fernando se conserva Ciego de romances y unas mujeres, copia parcial del Ciego vendedor de romances de Tiepolo (Palacio Real), dibujo al pastel que presentó a la Academia en 1781 junto con una miniatura de la Caída en el camino del Calvario de Rafael para su recepción como académico supernumerario.
Como pintor de cámara de Carlos IV tuvo a su cargo la pintura de los retratos oficiales de los monarcas en miniatura. Falleció en Madrid en 1828, aunque aquejado de problemas de la vista había abandonado la práctica de la pintura y el dibujo algunos años antes.